# SourceWatch
SourceWatch (dawna nazwa Disinfopedia) – anglojęzyczny serwis internetowy działający na bazie mechanizmu wiki, wykorzystujący oprogramowanie zastosowane w Wikipedii (MediaWiki).
Celem projektu, tworzonego przez internautów, jest stworzenie bazy informacji organizacjach, firmach, grupach nacisku, lobbingu oraz ekspertach działających na ich usługach w Stanach Zjednoczonych. Opisywane są wszelkie podmioty działające w interesie wielkich, często ponadnarodowych firm, rządów lub różnych grup interesów.
SourceWatch (jeszcze jako Disinfopedia) został stworzony przez organizację PR Watch, która z kolei wchodzi w skład The Center for Media and Democracy (Centrum Demokratycznych Mediów). Serwis powstał 15 stycznia 2003 roku, a zaczął publicznie działać 10 marca. Liczba haseł początkowo wynosiła 200, lecz w krótkim czasie zaczęła szybko rosnąć i obecnie (sierpień 2005) wynosi ponad 7300.
Osobą, która sprawuje pieczę nad serwisem i do pewnego stopnia odgrywa rolę redaktora naczelnego, jest australijski dziennikarz Bob Burton. On też pełni funkcję kontaktu twórców serwisu z zewnętrznymi mediami.
Serwis SourceWatch choć działający na podobnych zasadach jak Wikipedia, opiera się nie na zasadzie neutralnego punktu widzenia, lecz zasadach "uczciwości i zgodności z prawdą". Przez
czynniki zewnętrzne SourceWatch jest oceniany jako prezentujący poglądy liberalne.